# 阿诺索夫微分同胚
在数学中，尤其是动力系统与几何拓扑中，流形M上的阿诺索夫映射（Anosov map）是M到自身的一种映射。阿诺索夫系统是A公理系统的特例。
阿诺索夫微分同胚（Anosov diffeomorphism）由德米特里·维克托罗维奇·阿诺索夫引入，他证明了这种微分同胚的行为在某种意义上是普遍的。

## 概述
有三个相互联系但又有区别的定义：
- 若M上的可微映射f在切丛上有双曲结构，则称f是一个阿诺索夫映射。例子有伯努利映射，以及阿诺尔德猫映射。
- 若这个映射还是一个微分同胚，则称为阿诺索夫微分同胚。
- 若流形上的一个流把切丛分成三个不变子丛，其中一个子丛呈指数衰减，一个指数增大，第三个不增大也不减小，则这个流称为阿诺索夫流。

阿诺索夫证明了阿诺索夫微分同胚是结构稳定的，并且组成了全体映射（流）的开子集（{\displaystyle {\mathcal {C}}^{1}}拓扑）。
并非每个流形上都可以有阿诺索夫微分同胚；例如，球面上就没有这样的微分同胚。容许有阿诺索夫微分同胚的最简单的紧流形是环面：上面有所谓的线性阿诺索夫微分同胚，这是没有模1特征值的同构。可以证明环面上其他的阿诺索夫微分同胚都与这种同胚拓扑共轭。
对容许有阿诺索夫微分同胚的流形进行分类是非常困难的问题，截至2012年仍然没有解决。
另外，也不清楚是否每个{\displaystyle {\mathcal {C}}^{1}}且保持体积的阿诺索夫微分同胚都是遍历的。阿诺索夫证明了把{\displaystyle {\mathcal {C}}^{1}}换成{\displaystyle {\mathcal {C}}^{2}}的条件下是成立的。

## 黎曼曲面（的切丛）上的阿诺索夫流
负曲率黎曼曲面的切丛上的阿诺索夫流。这个流可以理解为双曲几何的庞加莱半平面模型的切丛上的流。负曲率黎曼曲面可以用福克斯模型来定义，即上半平面与福克斯群的商。设{\displaystyle \mathbb {H} }为上半平面，{\displaystyle \Gamma }为福克斯群，{\displaystyle M=\mathbb {H} /\Gamma }为负曲率黎曼曲面，{\displaystyle T^{1}M}为流形M上的单位向量的切丛，{\displaystyle T^{1}\mathbb {H} }是{\displaystyle \mathbb {H} }的单位向量的切丛。注意曲面上单位向量的丛是复直线丛的主丛。

### 李向量场
注意{\displaystyle T^{1}\mathbb {H} }同构于李群{\displaystyle {\text{PSL}}(2,\mathbb {R} )}。这个群是上半平面的保向等距同构组成的群。{\displaystyle {\text{PSL}}(2,\mathbb {R} )}的李代数是{\displaystyle {\mathfrak {sl}}(2,\mathbb {R} )}，由以下矩阵表示
{\displaystyle J={\begin{pmatrix}1/2&0\\0&-1/2\end{pmatrix}}\quad X={\begin{pmatrix}0&1\\0&0\end{pmatrix}}\quad Y={\begin{pmatrix}0&0\\1&0\end{pmatrix}}}
{\displaystyle [J,X]=X,\quad [J,Y]=-Y,\quad [X,Y]=2J}
指数映射
{\displaystyle g_{t}=\exp {tJ}={\begin{pmatrix}e^{t/2}&0\\0&e^{-t/2}\end{pmatrix}}\quad h_{t}^{*}=\exp {tX}={\begin{pmatrix}1&t\\0&1\end{pmatrix}}\quad h_{t}=\exp {tY}={\begin{pmatrix}1&0\\t&1\end{pmatrix}}}
定义了流形{\displaystyle T^{1}\mathbb {H} ={\text{PSL}}(2,\mathbb {R} )}上的右不变流，而{\displaystyle T^{1}M}与此类似。定义{\displaystyle P=T^{1}\mathbb {H} ,Q=T^{1}M}，这些流定义了P和Q上的向量场。

### 阿诺索夫流
{\displaystyle g_{t}}是P和Q上的测地流。根据定义李向量场在群元素的作用下是左不变的，可以得到这些场在{\displaystyle g_{t}}下是左不变的。换句话说，空间{\displaystyle TP}和{\displaystyle TQ}分成了三个一维空间，或子丛，每一个都在测地流作用下不变。最后注意到其中一个子丛的向量场呈指数扩大，另一个不变，第三个呈指数缩小。
精确地说，切丛{\displaystyle TQ}可以写成直和
{\displaystyle TQ=E^{+}\oplus E^{0}\oplus E^{-}}
这些空间在测地流的作用下不变；即，在群元素{\displaystyle g=g_{t}}的作用下不变。
要比较不同点q处{\displaystyle T_{q}Q}的向量的长度，需要有度量。{\displaystyle T_{e}P={\mathfrak {sl}}(2,\mathbb {R} )}上的任何内积都可扩张成P上的左不变黎曼度量，进而得到Q上的黎曼度量。向量{\displaystyle v\in E_{q}^{+}}的长度在{\displaystyle g_{t}}的作用下指数增大。向量{\displaystyle v\in E_{q}^{-}}的长度在{\displaystyle g_{t}}的作用下指数衰减。{\displaystyle E_{q}^{0}}中的向量不变。测地流是不变的
{\displaystyle g_{s}g_{t}=g_{t}g_{s}=g_{s+t}}
但另外两个分别是衰减和增大的：
{\displaystyle g_{s}h_{t}^{*}=h_{t\exp {(-s)}}^{*}g_{s}}
{\displaystyle g_{t}h_{t}=h_{t\exp {s}}g_{s}}
其中{\displaystyle E_{q}^{+}}中的切向量由曲线{\displaystyle h_{t}}在{\displaystyle t=0}处的导数给出。

### 阿诺索夫流的几何解释
当作用在上半平面的点{\displaystyle z=i}时，{\displaystyle g_{t}}对应了上半平面的一条过点{\displaystyle z=i}的测地线。这个作用就是{\displaystyle {\text{SL}}(2,\mathbb {R} )}在上半平面的标准莫比乌斯变换，所以
{\displaystyle g_{t}\cdot i={\begin{pmatrix}\exp {(t/2)}&0\\0&\exp {(-t/2)}\end{pmatrix}}\cdot i=i\exp {t}}
一般的测地线
{\displaystyle {\begin{pmatrix}a&b\\c&d\end{pmatrix}}\cdot i\exp {t}={\frac {ai\exp {t}+b}{ci\exp {t}+d}}}
式中{\displaystyle a,b,c,d}是实数，且{\displaystyle ad-bc=1}。曲线{\displaystyle h_{t}^{*}}与{\displaystyle h_{t}}称为极限圆。极限圆对应于极限球面的法向量在上半平面的运动。